# Kanton Fumel
Kanton Fumel (francouzsky Canton de Fumel) je francouzský kanton v departementu Lot-et-Garonne v regionu Akvitánie. Tvoří ho sedm obcí.

## Obce kantonu
- Blanquefort-sur-Briolance
- Condezaygues
- Cuzorn
- Fumel
- Monsempron-Libos
- Saint-Front-sur-Lémance
- Sauveterre-la-Lémance